# Acer (motortillverkare)
Acer har använts som beteckning på motorer till formel 1-stallet Prost Grand Prix 2001.
Motorerna ställdes till Prosts förfogande av datortillverkaren Acer och var i själva verket Ferrari-motorer och identiska med de motorer som användes av Ferrari i slutet av 2000, det vill säga Ferrari 049.

## Data
- Cylindrar: V10 90°
- Volym: 2 997 cm³
- Ventiler: 40
- Kamaxlar: 4 OHC
- Vikt: < 110 kg